# Козинець Людмила Петрівна
Людмила Петрівна Козинець (нар. 28 лютого 1953, Красноярськ, РРФСР, СРСР — пом.15 березня 2003, Сімферополь, Україна) — радянська та українська російськомовна письменниця-фантастка.

## Біографія
Народилась Людмила Козинець 28 лютого 1953 року в Красноярську. У дитинстві часто переїзджала з батьками у різні міста, зокрема, навчалась у школі в Братську, закінчила середню школу в Оші. Перші спроби написання фантастичних творів Людмила Козинець зробила ще під час навчання в середній школі, коли у 1966 році у Братську виграла шкільний конкурс із написання фантастичних творів. Після закінчення середньої школи навчалась на філологічному факультеті Сімферопольського держуніверситету, який закінчила у 1980 році. Після закінчення університету працювала в газеті. У 1983 році Людмила Козинець була учасницею II Всесоюзного семінару молодих письменників-фантастів у Малєєвці. У тому ж 1983 році надруковані перші 2 оповідання письменниці: «Премія Кори» та «У п'ятницю, близько сьомої», які увійшли до збірки оповідань кримських письменників-фантастів «Фантаври»(рос. Фантавры), укладачем якого була знана письменниця-фантастка Світлана Ягупова. Пізніше письменниця перебралась до Києва, де працювала у видавництві «Здоров'я», пізніше працювала в українському відділенні Всесоюзного агентства з авторських прав, а також завідувачкою відділу рукописів у всесоюзному творчому об'єднанні молодих письменників-фантастів при видавництві «Молода гвардія». Людмила Козинець була не тільки автором чисельних науково-фантастичних творів (1 роману, окрім того ще одного історичного роману, в співавторстві з Тамарою Мунтян, 3 повістей та численних оповідань), а й організатором семінарів молодих письменників-фантастів, порадником для молодих письменників, багатьом із яких дала своєрідну путівку до подальшої літературної діяльності. Проте після розпаду СРСР письменниця не зуміла знайти себе в нових історичних обставинах, до чого ще й додались проблеми в особистому житті. Це призвело до того, що Козинець обмежила спілкування навіть з особистими друзями. В останні роки життя Людмила Козинець важко хворіла, померла письменниця 15 березня 2003 року в Сімферополі.

## Особисте життя
Людмила Козинець була одружена з сімферопольським письменником-фантастом Юрієм Іваниченком. У подружжя була дочка Ольга, якій Людмила Козинець присвятила свою повість «Польоти на мітлі».

## Премії
- 1-ше місце на фестивалі «Чумацький шлях» за збірку «Разорванная цепь».
- 1993 — «Єврокон» (HeliCon) — найкращий дебют (Україна).[4]
- 2004 — лауреат Премії ім. І. А. Єфремова (за оповідання «Таїма», посмертно).[5]

## Вшанування пам'яті
На честь Людмили Козинець названа премія міжнародного семінару фантастики в Партеніті, який проводиться з 2008 року.

## Переклади
Твори Людмили Козинець перекладені 16 мовами, зокрема українською, польською, англійською, німецькою, угорською та болгарською мовами, у 20 країнах світу.

### Романи
- 2002 — «Три сезона мейстры, или Нормальный дурдом»
- 2003 — «Лилии Фортуны» (з Тамарою Мунтян)

### Збірки
- 1990 — «Разорванная цепь»
- 2002 — «Качели судьбы»

### Повісті
- 1990 — «Корпус десантников» (повість у оповіданнях)
- 1990 — «Полеты на метле»
- 2002 — «Кольцо с авантюрином»

### Оповідання
- 1983 — «В пятницу, около семи»
- 1983 — «Премия Коры»
- 1985 — «Я иду!»
- 1987 — «Завтра — ничего»
- 1987 — «Домовой»
- 1987 — «Корзинка мыльных пузырей»
- 1987 — «Я дарю тебе весну»
- 1987 — «Сегодня и ежедневно»
- 1987 — «Приз»
- 1987 — «Крылья»
- 1988 — «Было, есть и будет…»
- 1989 — "Последняя сказка о «Летучем Голландце»
- 1989 — «Ветер над яром»
- 1990 — «Когти ангела»
- 1990 — «Черная чаша»
- 1990 — «Нимб дракона»
- 1990 — «Огонь в Колыбели»
- 1990 — «Разорванная цепь»
- 1990 — «Сказка о Короле и Прекрасной Огороднице»
- 1991 — «Гадалка»
- 1991 — «Пансион»
- 1992 — «Я не знаю…»
- 2003 — «Таима»
- 2003 — «Работа такая»
- 2003 — «Полосочка спешит на помощь»